# Karin Wiklund
Karin Wiklund, född 1975 är svensk bangolfare. Mellan 1996 och 2005 dominerade Karin i Sverige. Hennes framgångar har också resulterat i internationella framgångar. Karin är en viktig kugge i Uppsala, Sveriges hetaste bangolfklubb under 2000-talet.

Tillsammans med sambon Anders Olsson utgör Karin Sveriges och världens bästa bangolfpar. I slutet av 2008 låg de båda två högst upp på världsrankingen.

## Korta fakta
- Moderklubb: Uppsala BGK
- Rekord: 25 (Filt), 18 (EB), 25 (Betong)

## Meriter
- Guld VM ind ('01)
- 2 Guld EM ind ('98,'02)
- 9 Guld SM EB ('97,'98,'99,'00,'01,'02,'03,'04,'05)
- 5 Guld SM Filt ('96,'97,'01,'02,'04)
- 3 Guld Europacupen ('01,'07,'08)
- 7 Guld Elitserien ('99,'01,'03,'05,'06,'07,'08)
- 3 Guld Damserien ('96,'97,'98)
- Guld JEM ind ('93)
- Guld Asiatiska Mästerskapen ('02)
- 2 Silver VM ('95,'99)
- Silver EM ('04)
- 3 Silver Europacupen ('96,'02,'05)
- Brons VM ('03)
- 3 Brons Europacupen ('97,'04,'06)